# カテナチオ (漫画)
『カテナチオ』は、森本大輔による日本の漫画。『週刊ヤングジャンプ』（集英社）にて、2022年48号より連載中。イタリアを舞台とするサッカー漫画。連載前には同名の読み切りが2022年1月21日にウェブサイト『となりのヤングジャンプ』に掲載され、同年4月14日発売の『ヤングジャンプ』の2022年20号にも掲載された。2025年2月時点で累計部数が30万部を突破している。
2023年3月、単行本第1巻の発売を記念してPVが公開されている。
2024年8月、作者の体調不良により長期休載が公式X上で発表され、12月の2025年1号より連載が再開された。隔週で連載されている。

## あらすじ
東條高校サッカー部に所属する主人公・嵐木 八咫郎はプロサッカー選手となって欧州の頂点を獲ることを目標としていたが、県予選決勝で敗れ挫折しかける。しかしたまたま見に来ていたイタリア1部FCオリヴェーロのチーフスカウトであるシルヴィオ・テスタにスカウトされ、高卒でイタリアに渡る。

## 登場人物
声の項はPVの声優。

### FCオリヴェーロ選手
嵐木 八咫郎（あらき やたろう）
声 - 神尾晋一郎
本作の主人公。通称アラキ。元々のポジションはトップ下だったが、県予選決勝の前にチームメイトとトラブルを起こしたことをきっかけにセンターバックに転向する。幼い頃に見た欧州の頂点に強い憧れを持っており、サッカーの練習や筋力トレーニングに留まらず高校在学中から外国語を学習するなど高い目的意識を持つ。 才能そのものは凡人と評されているが狂気にも似た勝利への執念を持ち、プロフェッショナルファウルも辞さないなりふり構わないプレーで戦う。 一度はプロになる夢を挫折しかけるが、シルヴィオのスカウトによりイタリア1部FCオリヴェーロに入団する。
自分に向けられた悪意に対しては鈍感ともいえるほどに興味はないものの、「天才」たちに嫌悪感や憎しみ、敵意や怒りといった激情を激しく燃やしており、選ばれた者たちのサッカーを行うネオメニアFCに対しては「そのお花畑ぶっ壊してやるよ」とセンターバックとしての才覚を覚醒させる。

ラファエロ・アマーティー
トップチーム所属のサイドバック。通称ラファ。アラキの入団テストの相手となる、陽気で女好き。元はウイングを努めていた。スピードそのものは速くないものの、天性のバネによる初速と両利きの足を活かしたドリブルとフェイントが得意。初期はアラキに対して反目していたが、同じホテルで過ごすうちになんとなく態度を軟化させた。

ブルーノ・マルキ
トップチーム所属のミッドフィールダー。18歳にしてトップチームで活躍するオリヴェ―ロの神童。無口で会話のテンポが遅い。シルヴィオに見出された選手であり、シルヴィオによって手が入れられた後のU-19からの唯一のトップチーム昇格者。

モモ・トラオレ
U-19のサイドバック。ギニア出身。気さくな少年で何かとアラキの世話を焼く。U-19選手寮ではヒエラルキーが低くナザリオたちのパシリのように扱われている。普段から不気味なほどに周囲を観察しており、そこから見出した相手の逆を突くことにおいては天才的。更にネオメニアFC戦では周囲に暴走と思われるほどの単独突破力を見せつけた。
本来は非常に我が強い性格。旅客船の転覆事故で家族を喪い、ひとり生き残ったことで、特に自分の命を捨てて救命具を渡してくれた兄へのサバイバーズギルトによって自分を抑え込んでいた。無自覚に偽善者として振る舞うジョットを見て同属嫌悪を覚え、自分のためのサッカーをするようになる。

バルナバ・ダッダーリオ
U-19のセンターバック。イタリア出身。大柄な少年で、ナザリオが発案したアラキ虐めにも積極的に参加した。走る時に汚い「恥ずかし笑い」をする。自慢の駿足を活かした守備を行うが、「足が速い」ということで幼少期から自分を誇示してきたため思考がそこで止まってしまっている。FCサリーサ戦で自分より劣るアラキが評価されはじめたことに苛立ち、ナザリオに嘲られたことで調子を崩すが、アラキの言葉によって奮起。「勝つ」ためにアラキとGKのデリックとの連携を行った。

ノアハ・デ・クヴァイ
U-19のセンターフォワード。オランダ出身。寡黙な性格で、普段はナザリオたちに迎合していたが、本人は野心家。アラキとモモに協力を持ちかけ、ともに欧州制覇を目指す。当初は怠惰に思われていたが、常に全力を出し続けるアラキとは対照的に、センターフォワードとしての決定機を絶対に逃さないための「最前線に陣取り、必要な時だけに全力を出すために温存する」という信念を持つ。
シルヴィオに直接スカウトされた三人の選手のひとり。

ナザリオ・ランフランキ
U-19のミッドフィールダー。柔らかな物腰の男だが、選手寮で最も高いヒエラルキーにいて周囲を威圧しており、アラキにも嫌がらせを仕掛けたが失敗に終わっている。サッカーの技術でいえばU-19の中では群を抜いており、属する世代が「ナザリオ世代」と呼ばれるほどの有名選手。「U-19レベルではチート」といわれる。しかしサッカーに対しての熱量が低く、モチベーションのムラがある。
シルヴィオに直接スカウトされた三人の選手のひとり。

### FCオリヴェーロ関係者
シルヴィオ・テスタ
声 - 井上和彦
イタリア1部FCオリヴェーロのチーフスカウト（スポーツディレクター）。高校サッカーの県予選決勝を視察に訪れ、アラキを見出しスカウトする。

ダリア
通訳の女性。ドライな性格で、シルヴィオにも辛辣な突っ込みを入れる。サッカーに関する知識は乏しい。

ミロ・ジャンパルモ
監督。当初はアラキの入団を認めようとせず、ラファとの1対1による入団テストを課した。シルヴィオの台詞によれば選手時代は攻撃陣だったらしい。

グレゴリオ・デ・コラート
コーチ。地方クラブのコーチに見合わない華々しい経歴を持つ元センターバックであり、欧州制覇の経験もある。現代最強のセンターバックであるエルベルト・ゼローラとともに守備をしていたことがあり、アラキへの勝利への執念にエルベルトの面影を見出す。

ロメオ
コーチ。選手をよく見ているまともなコーチだが、グレゴリオほどの発言権はない。

ベネデッタ
シルヴィオと縁がある謎の女性。ホテル・リーベルに住むためには彼女の許可が必要。
「役職」も「権限」も持たないものの、「人脈」という強さを持っているという。

### サリーサFC選手
ベンヴェヌート・サンタマリア
サリーサのゴールキーパー。U-21イタリア代表GKでもある。U-19世代最強とも名高く、秀でたテクニックと際立った判断力を持ち合わせる現代的GK。
サッカーには守護神とエースストライカーの一騎打ちがあれば良いという偏った思想を持ち、非常に傲慢でGKとCF以外のポジションの選手を完全に見下している。圧倒的な「個」の実力を備えている自信ゆえだが、ノアハによって「組織で戦えないGK」であることを看破されて2失点を許しても「私のミスだ」と言ったことを「（サンタマリアを含む）俺達のミスだ」とDFに訂正され、若干心を改める。
テオドーロ・コッコ
サリーサのフォワード。愛称はテオ。U-19イタリア代表に選出され、相棒のレオとのツートップの攻撃力は随一。
かなり熱血で自分勝手な性格だが、ダイレクトボレーを含む得点力が非常に高い。CBからGKへのバックパスを狙った奇襲への嗅覚も高い。何よりレオとの連携による波状攻撃の得点力が凄まじく、アラキ加入前のオリヴェーロ相手には二人ですべてをひっくり返してきた。しかしアラキとバルナバ、デリックの連携が機能しはじめると欠点である頭に血が登ってしまう状態になり、監督にベンチへと下げられてしまう。
レオニダ・ミローネ
サリーサのフォワード。愛称はレオ。U-19イタリア代表。絶好のタイミングでテオにパスを供給し、こぼれ球をねじ込む連携も見せる。
もともとはサッカーを好まず、家でテレビゲームをやっていたいという内向的な性格。テオにサッカーに強引に誘われる形で、彼に付き合う形でサッカーを続けていた。試合終盤、テオが下げられてからは「自由にサッカーができる」状態になったため、単独でDFを突破し得点するスーパープレイを見せるものの、その後は欠点であるスタミナ切れに陥った。試合後、テオのいないフィールドは「自由は楽だが楽しくない」と認識した。

### ネオメニアFC
ジョット・フィアンマ
U-19イタリア代表MF。元オリヴェーロFCのU-14に所属しており、モモやブルーノ、バルナバらとともに3部リーグ所属時に全国優勝を成し遂げたことがある。
ネオメニアFCからの引き抜きに応じ、当時のオリヴェーロのメンバーにも引き抜き工作めいた言葉をかけていた。善人であるかのように振る舞うが嵐木に「薄っぺらい」と評される偽善者。
ダヴィデ・ビアンコ
U-21イタリア代表FW。屈強で寡黙な男。
トップチームで活躍できると目される際立った能力を持つが、チームの方針から育成組織に属している。その肉体の強靭さはまるで岩壁。
シジズモンド・ガブリエッリ
U-21イタリア代表CB。ネオメニアの絶対的な壁と呼ばれる。リーダーシップを発揮する男。
グレゴリオのファンであり、「活躍すればネオメニアに来てくれるかも」という若干の私情をもってオリヴェーロとの試合に望んでいる。

### その他の登場人物
榊原 見鳥（さかきばら みどり）
日本サッカーの最高傑作と呼ばれる神童。彩海学園のエースから、イングランドのブルーベルFCへ所属、そのままFCバラエナ1部チームへとレンタル移籍した。
愛知県予選決勝で嵐木と対戦。90分間彼にマークをし続けられ、一度のプロフェッショナルファウルでことごとく決定機を止められた。海外挑戦後、初出場でドッピエッタ（1試合2得点）を決めてチームを勝利に導くなど活躍している。

## 作風
ゼノン統括編集長の渡邊慎之介によると、読み切り版より連載の方が熱く描かれている。才能、本気、努力とは何かと問い、「自分に言い訳をしながら生きている我々の心にガツンと刺さる名言」が登場しているため、「大人にこそ読んでほしいスポーツマンガ」である。

## 書誌情報
- 森本大輔『カテナチオ』 集英社〈ヤングジャンプ・コミックス〉、既刊7巻（2025年4月17日現在）
  1. 2023年3月17日発売[5][10]、ISBN 978-4-08-892596-7
  2. 2023年6月19日発売[11]、ISBN 978-4-08-892660-5
  3. 2023年9月19日発売[12]、ISBN 978-4-08-892822-7
  4. 2023年12月19日発売[13]、ISBN 978-4-08-893050-3
  5. 2024年4月18日発売[14]、ISBN 978-4-08-893162-3
  6. 2024年7月18日発売[15]、ISBN 978-4-08-893304-7
  7. 2025年4月17日発売[16]、ISBN 978-4-08-893440-2